# Velîki Ozera, Dubrovîțea
Velîki Ozera (în ucraineană Великі Озера) este localitatea de reședință a comunei Velîki Ozera din raionul Dubrovîțea, regiunea Rivne, Ucraina.

## Demografie
Componența lingvistică a localității Velîki Ozera
     Ucraineană (99,66%)
     Alte limbi (0,34%)
Conform recensământului din 2001, majoritatea populației localității Velîki Ozera era vorbitoare de ucraineană (99,66%), existând în minoritate și vorbitori de alte limbi.